# 't Vossenhol

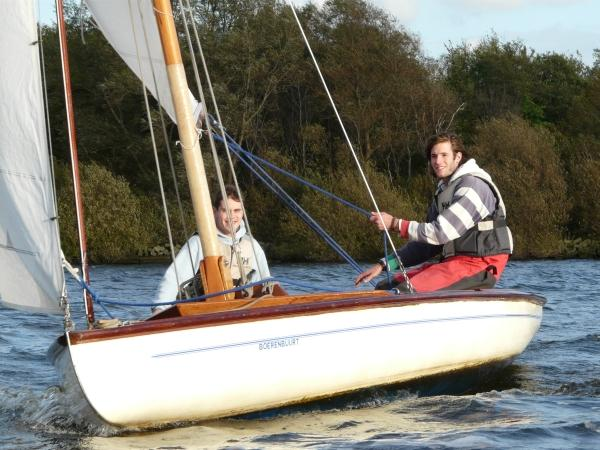
16 kwadraat van de stichting op de Dieperpoel

Stichting zeilschool 't Vossenhol dateert uit 1947 en is daarmee een van de oudste zeilscholen van Nederland. De stichting organiseert zomerkampen voor jongeren en gehandicapten.
Op 8 juli 1947 werd de 'Stichting ter Bevordering ener Gezonde Watersport' opgericht, met als doel 'het bevorderen van een uit moreel en lichamelijk oogpunt gezonde watersport'. Later veranderde de naam in 'Stichting 't Vossenhol'. Oprichters waren de pastoor uit Warmond, Jan van der Lugt, die zelf graag zeilde samen met Menno Gijsen, een zeiler. De pastoor had een pedagogisch doel voor ogen, hij wilde dat jongeren leerden zeilen met moreel besef en goed gedrag. Hij ergerde zich namelijk aan het gedrag van de zeilers op de Kagerplas die vaak zonder T-shirt aan en met veel geschreeuw in hun zeilboot zaten.
De zeilkampen werden aanvankelijk georganiseerd bij een boerderij in Oud Ade en sinds 1948 vanuit een buitenhuisje aan de Kaag dat eigendom was van ingenieur Vos. Dit weekeindhuis had de naam 't Vossenhol. Dit zou later de naam van de stichting worden. In 1962 verhuisden de zeilkampen naar de huidige locatie aan de Kaag aan de Hellegatspolder achter de boerderij van boer Pennings. Sinds datzelfde jaar organiseert 't Vossenhol ook trektochten met een platbodem in Friesland. In 1958 werd zeilcentrum 'de Wijde Aa' opgericht bij de Braassem, als afsplitsing van zeilschool 't Vossenhol.